# Ostilio Ricci
Ostilio Ricci (Fermo, 27 settembre 1540 – Firenze, 4 gennaio 1603) è stato un matematico italiano.

## Biografia
Ricevette istruzione come paggio del Duca di Toscana Cosimo I, divenendo quindi, nel 1586, insegnante di matematica alla Scuola dei paggi del Granduca Francesco I.
Fu altresì lettore di matematica prima nello Studio pisano, poi in quello fiorentino. A Firenze, insegnò pure geometria a molti allievi pittori e futuri artisti, fra cui Giorgio Vasari.
A Firenze, Ricci divenne amico del padre di Galileo Galilei, Vincenzo, che si trasferì, con l'intera famiglia, a Firenze nel 1574. Sia a Firenze che a Pisa, Ricci impartì le prime lezioni di matematica e geometria a Galileo, facendogli altresì conoscere le opere di Archimede, risvegliando i suoi veri interessi. Così, sotto consiglio di Ricci e col permesso del padre (saggiamente ravveduto dal Ricci), Galileo passò dagli studi di medicina della sezione medico-chirurgica a quelli di matematica e fisica della sezione di fisica e matematica del Collegio Medico-Fisico dello Studio pisano, dove si era immatricolato il 5 settembre 1580 e lasciandolo nel 1585, senza addottorarsi.
Già nel 1587, Galileo aveva raggiunto un tale livello di preparazione che Ricci stesso lo presentò quale lettore di matematica allo Studio bolognese.
Seguace dell'insegnamento di Niccolò Tartaglia, Ricci fu esperto anche di ingegneria civile ed architettura militare, settori in cui maturò l'idea come la matematica fosse una scienza pratica, e non meramente astratta, indispensabile nell'impostare quindi risolvere problemi di meccanica e d'ingegneria.
Questa visione applicata della matematica e del suo insegnamento, che Ricci adottava fin dalla Scuola dei paggi, svolgerà un ruolo pedagogico determinante nella formazione del giovane Galileo.
Dopo la morte di Francesco I, il suo successore Ferdinando I, oltre a rinnovargli l'incarico di insegnamento allo Studio fiorentino e conferirgli il ruolo di matematico del Granducato di Toscana (subentrando a Stefano Buonsignori), nel 1593 gli assegnò pure l'insegnamento di matematica all'Accademia delle arti del disegno di Firenze.

## Alcuni manoscritti
- Modo praticale per fare un triangolo rettangolo eguale ad un cerchio.
- Del modo di misurare con la vista, Biblioteca Palatina Lorenese.
- Raccolto di varii instrumenti per misurare con la vista.
- Problemi di geometria pratica: l'uso dell'archimetro, Biblioteca Nazionale Centrale di Firenze.